# Science-Fiction-Jahr 1892
Übersicht

◄◄ | ◄ | 1888 | 1889 | 1890 | 1891 | Science-Fiction-Jahr 1892 | 1893 | 1894 | 1895 | 1896 | ► | ►►

Weitere Ereignisse

## Neuerscheinungen Literatur
| Deutscher Titel                                  | Deutschsprachiges Erscheinungsjahr | Originaltitel | Autor            | Anmerkungen |
| ------------------------------------------------ | ---------------------------------- | ------------- | ---------------- | ----------- |
| Indivi                                           | –                                  | –             | Wilhelm Bode     |             |
| Der Himmel auf Erden in den Jahren 1901 bis 1912 | –                                  | –             | Emil Gregorovius |             |
| Der deutschen Orden Natuliens im Jahre 2000      | –                                  | –             | Max Möller       |             |

## Geboren
- Dietrich Arndt (Pseudonym von Roderich Müller-Guttenbrunn; † 1956)
- Alexander Niklischek († 1953)
- Jan Weiss († 1972)